# Nobuatsu Aoki
Nobuatsu Aoki (青木 宣篤 Aoki Nobuatsu?, 31 de agosto de 1971 en Sumaga) es un expiloto de motociclismo japonés.  Aoki debutó en el Campeonato del Mundo de Motociclismo en la temporada 1990 y ganó su primer y único Gran Premio en el Gran Premio de Malasia de 1993 de 250cc. Su mejor temporada fue en 1997, cuando acabó tercero en la clasificación general de 500cc detrás de Mick Doohan y Tadayuki Okada. En 2009, formó equipo junto a Daisaku Sakai y Kazuki Tokudome a bordo de una Suzuki GSX-R1000 para ganar las 8 Horas de Suzuka. Él es el mayor de tres hermanos (Takuma y Haruchika) que también compitieron en Grandes Premios del Campeonato del Mundo.

## Resultados en el Campeonato del Mundo
Sistema de puntuación desde 1988 hasta 1991:
| Posición | 1.º | 2.º | 3.º | 4.º | 5.º | 6.º | 7.º | 8.º | 9.º | 10.º | 11.º | 12.º | 13.º | 14.º | 15.º |
| Puntos   | 20  | 17  | 15  | 13  | 11  | 10  | 9   | 8   | 7   | 6    | 5    | 4    | 3    | 2    | 1    |

Sistema de puntuación en 1992:
| Posición | 1.º | 2.º | 3.º | 4.º | 5.º | 6.º | 7.º | 8.º | 9.º | 10.º |
| Puntos   | 20  | 15  | 12  | 10  | 8   | 6   | 4   | 3   | 2   | 1    |

Sistema de puntuación de 1993 hasta 2022:
| Posición | 1.º | 2.º | 3.º | 4.º | 5.º | 6.º | 7.º | 8.º | 9.º | 10.º | 11.º | 12.º | 13.º | 14.º | 15.º |
| Puntos   | 25  | 20  | 16  | 13  | 11  | 10  | 9   | 8   | 7   | 6    | 5    | 4    | 3    | 2    | 1    |

### Carreras por año
| Año  | Cat.   | Moto               | 1       | 2       | 3       | 4       | 5       | 6       | 7       | 8       | 9       | 10      | 11      | 12      | 13      | 14      | 15      | 16      | 17      | 18  | Ptos. | Pos. |
| ---- | ------ | ------------------ | ------- | ------- | ------- | ------- | ------- | ------- | ------- | ------- | ------- | ------- | ------- | ------- | ------- | ------- | ------- | ------- | ------- | --- | ----- | ---- |
| 1990 | 250cc  | Cup Noodle-Honda   | JAP 8   | USA     | ESP     | NAC     | ALE     | AUT     | YUG     | NED     | BEL     | FRA     | GBR     | SUE     | CHE     | HUN     | AUS     |         |         |     | 8     | 29.º |
| 1991 | 250cc  | Cup Noodle-Honda   | JAP 5   | AUS     | USA     | ESP     | ITA     | ALE     | AUT     | EUR     | NED     | FRA     | GBR     | RSM     | CHE     | LMA     | MAL     |         |         |     | 11    | 23.º |
| 1992 | 250cc  | Cup Noodle-Honda   | JAP 3   | AUS     | MAL     | SPA 10  | ITA     | EUR     | ALE     | NED     | HUN     | FRA     | GBR     | BRA     | RSA     |         |         |         |         |     | 12    | 14.º |
| 1993 | 250cc  | Kanemoto-Honda     | AUS 5   | MAL 1   | JAP 4   | ESP Ret | AUT Ret | ALE DNS | NED 10  | EUR 4   | RSM 9   | GBR Ret | CZE 10  | ITA 6   | USA 7   | FIM Ret |         |         |         |     | 100   | 11.º |
| 1994 | 250cc  | Blumex Rheos-Honda | AUS 6   | MAL Ret | JAP 8   | ESP 5   | AUT Ret | ALE 4   | NED 5   | ITA     | FRA 6   | GBR 8   | CZE 4   | USA 5   | ARG 21  | EUR Ret |         |         |         |     | 95    | 10.º |
| 1995 | 250cc  | Blumex Rheos-Honda | AUS 5   | MAL 7   | JAP 2   | ESP 8   | ALE 8   | ITA 7   | NED 7   | FRA Ret | GBR 10  | CZE 9   | RIO 8   | ARG Ret | EUR 6   |         |         |         |         |     | 105   | 6.º  |
| 1996 | 250cc  | Blumex Rheos-Honda | MAL 6   | IDN 5   | JAP 6   | ESP Ret | ITA 8   | FRA 5   | NED 7   | ALE 11  | GBR 8   | AUT 6   | CZE 11  | IMO Ret | CAT 7   | RIO Ret | AUS 7   |         |         |     | 105   | 7.º  |
| 1997 | 500cc  | Rheos Elf-Honda    | MAL 3   | JAP 5   | ESP 5   | ITA 3   | AUT 4   | FRA Ret | NED 4   | IMO 2   | ALE 4   | RIO 4   | GBR 4   | CZE 3   | CAT 5   | IDN 4   | AUS Ret |         |         |     | 179   | 3.º  |
| 1998 | 500cc  | Suzuki Grand Prix  | JAP 6   | MAL Ret | ESP 8   | ITA 8   | FRA 8   | MAD 4   | NED 7   | GBR 7   | ALE 10  | CZE 12  | IMO 9   | CAT 11  | AUS 6   | ARG 12  |         |         |         |     | 101   | 9.º  |
| 1999 | 500cc  | Suzuki Grand Prix  | MAL 9   | JAP 10  | ESP Ret | FRA     | ITA     | CAT 11  | NED 4   | GBR Ret | ALE Ret | CZE 6   | IMO 7   | VAL 12  | AUS 8   | RSA 7   | RIO 9   | ARG Ret |         |     | 78    | 13.º |
| 2000 | 500cc  | Suzuki Grand Prix  | RSA 8   | MAL 5   | JAP 4   | ESP 7   | FRA 11  | ITA 4   | CAT 4   | NED 13  | GBR 16  | ALE 13  | CZE 8   | POR Ret | VAL 4   | RIO 12  | PAC 9   | AUS 10  |         |     | 116   | 10.º |
| 2002 | MotoGP | Proton-Team KR     | JAP 7   | RSA Ret | ESP 7   | FRA 6   | ITA Ret | CAT Ret | NED Ret | GBR 9   | ALE 8   | CZE Ret | POR Ret | RIO 12  | PAC 9   | MAL Ret | AUS 7   | VAL Ret |         |     | 63    | 12.º |
| 2003 | MotoGP | Proton-Team KR     | JAP Ret | RSA 12  | ESP 9   | FRA Ret | ITA Ret | CAT 16  | NED Ret | GBR 15  | ALE 11  | CZE Ret | POR 20  | RIO Ret | PAC 14  | MAL 18  | AUS 18  | VAL 17  |         |     | 19    | 21.º |
| 2004 | MotoGP | Proton-Team KR     | RSA 17  | ESP 14  | FRA 17  | ITA 13  | CAT 15  | NED Ret | RIO 18  | ALE Ret | GBR 18  | CZE 15  | POR 15  | JAP 14  | QAT Ret | MAL 17  | AUS 19  | VAL 18  |         |     | 10    | 21.º |
| 2005 | 250cc  | Yamaha             | SPA     | POR     | CHN     | FRA     | ITA     | CAT     | NED     | USA     | GBR     | GER     | CZE 16  | JPN     | MAL     | QAT     | AUS     | TUR     | VAL Ret |     | 0     | -    |
| 2007 | MotoGP | Suzuki MotoGP      | QAT     | SPA     | CHN     | TUR     | FRA     | ITA     | CAT     | GBR     | NED     | GER     | USA     | CZE     | RSM     | POR     | JPN     | AUS 13  | MAL     | VAL | 3     | 25.º |
| 2008 | MotoGP | Suzuki MotoGP      | QAT     | SPA     | POR     | CHN     | FRA     | ITA     | CAT     | GBR     | NED     | GER     | USA     | CZE     | RSM     | IND     | JPN     | AUS     | MAL 17  | VAL | 0     | -    |

| Color     | Resultado                                                               |
| --------- | ----------------------------------------------------------------------- |
| Oro       | Ganador                                                                 |
| Plata     | 2.ª plaza                                                               |
| Bronce    | 3.ª plaza                                                               |
| Verde     | Finalizó en los puntos                                                  |
| Azul      | Finalizó sin puntos                                                     |
| Azul      | NC - No clasificado                                                     |
| Violeta   | Ret - No terminó (Carrera)                                              |
| Rojo      | DNQ - No se clasificó                                                   |
| Negro     | DSQ - Descalificado                                                     |
| Blanco    | DNS - No empezó (carrera)                                               |
| Blanco    | WD - Retirado (fin de semana)                                           |
| Blanco    | C - Carrera cancelada                                                   |
| Sin color | DNP - Inscrito pero no participó                                        |
| Sin color | INJ - Lesionado                                                         |
| Sin color | EX - Excluido                                                           |
| Estado    | Resultado                                                               |
| Negrita   | Pole position                                                           |
| Cursiva   | Vuelta rápida                                                           |
| †         | Abandona, pero clasifica al completar el porcentaje requerido para ello |